# Silas Adams
Silas Adams, född 9 februari 1839 i Pulaski County i Kentucky, död 5 maj 1896 i Liberty i Kentucky, var en amerikansk politiker (republikan). Han var ledamot av USA:s representanthus 1893–1895.
Adams efterträdde 1893 John Henry Wilson som kongressledamot och efterträddes 1895 av David Grant Colson.
Adams grav finns på Brown Cemetery i Casey County i Kentucky.